# Birgit Süss
Birgit Süss född den 29 mars 1962 i Halle an der Saale i Tyskland, är en östtysk gymnast.
Hon tog OS-brons i lagmångkampen i samband med de olympiska gymnastiktävlingarna 1980 i Moskva.